# أغكند العليا (بابارشاني)
أغکند العلیا (بالفارسية: آغکند علیا) هي قرية تقع في إيران في قسم بابارشاني الريفي. يقدر عدد سكانها بـ 178 نسمة .